# جهيماب (قبيلة)
قبيلة الجهيماب، هي قبيلة سودانية يتركز وجودها في ولايات نهر النيل بقرية العبيدية-بربر وشمال كردفان وفي مناطق أخرى وهي من القبائل حديثة الدخول إلى السودان نسبيا عن طريق الأراضي المصرية يتحدث أهلها اللغة العربية وينسبون أنفسهم إلى العرب وهم إحدى فروع قبيلة الكواهلة يعتنق أهل القبيلة الإسلام.

## الحياة التقليدية للقبيلة
لايزال أهل القبيلة حتى الآن يحتفظون ببداوتهم في رعي الإبل والضأن.